# Cryphia brunneola
Cryphia brunneola är en fjärilsart som beskrevs av Max Wilhelm Karl Draudt 1950. Cryphia brunneola ingår i släktet Cryphia och familjen nattflyn. Inga underarter finns listade i Catalogue of Life.